# Naftna industrija Kuvajta
Naftna industrija Kuvajta je najveća industrija u zemlji, koja čini gotovo polovicu BDP-a zemlje.
Kuvajt ima dokazane rezerve sirove nafte od 104 milijardi barela (15 km³). Procjenjuje se da, je to oko 9% ukupnih svjetskih rezervi. Kuvajt je po rezervi nafte četvrti u svijetu, a polje Burgan je drugo naftno polje po veličini u svijetu. Kuvajt je jedanaesti najveći svjetski proizvođač nafte i sedmi najveći izvoznik. Proizvodnja nafte u Kuvajtu čini 7%  proizvodnje nafte u svijetu.
Naftna industrija Kuvajta je pod kontrolom Vlade Kuvajta. Kuvajtski izvoz nafte ovisi o unutarnjim potrebama - gotova sva energija dobiva se iz nafte - i od inozemne potražnje, cijena i proizvodnih kvota koje je odredio OPEC, čiji je Kuvajt član. Godine 2005., kuvajtska proizvodnja nafte bila je 2.418.000 bbl/dan.